# Юревич Анатолій Іванович
Анатолій Іванович Юревич (рос. Анатолий Иванович Юревич, біл. Анатоль Іванавіч Юрэвіч, нар. 12 серпня 1957, Буденичі, Стародорозький район, Мінська область) — білоруський футбольний тренер.

## Тренерська кар'єра
Кар'єра гравця була перервана важкою травмою в 17-річному віці. У 1978 році закінчив БДІФК. Тренерську кар'єру розпочав у 1977 в мінській футбольній школі молоді. Після працював у юнацьких збірних СРСР різних віків.

### Ведрич
У 1990 очолив речицький «Супутник» (пізніше «Ведрич»). Вивів цей клуб в Першу лігу чемпіонату Білорусі (найсильніший дивізіон). Також був причетний до головного досягнення речицького клубу — виходу у фінал Кубка Білорусі 1992/1993 (покинув пост головного тренера до фіналу).

### МПКЦ
У 1993 став головним тренером мозирського «Полісся», який пізніше змінив назву на МПКЦ. За підсумками сезону 1994/1995 вивів МПКЦ в Першу лігу, де мозирська команда створила конкуренцію тодішньому флагману білоруського футболу — мінському «Динамо». У чемпіонаті другої половини 1995 «Динамо» у впертій боротьбі зуміло відстояти чемпіонський титул, хоча і поступилося МПКЦ в особистій зустрічі. Мозирський клуб відразу ж після виходу в еліту взяв срібні медалі.
В сезоні 1996 Юревич разом з командою оформив дубль: спочатку виграв Кубок Білорусі, а після перемоги в останньому турі став чемпіоном країни, залишивши позаду мінське «Динамо». Таким чином, вперше після заснування чемпіонату незалежної Білорусі «Динамо» не зуміло виграти чемпіонство.

### «Торпедо» і «Локомотив»
У лютому 1997 року Юревич залишив МПКЦ і перейшов на роботу в мінське «Торпедо», яке очолював до 2001 року. Разом з клубом протягом декількох сезонів знаходився в середині таблиці.
У 2002 році став головним тренером мінського «Локомотива». Цей клуб став третім, який Юревич вивів у найсильніший дивізіон білоруського футболу. У «Локомотиві» під керівництвом Юревича працювало багато відомих в майбутньому тренерів: Леонід Кучук, Олег Кубарєв, Олег Кононов, Володимир Гольмак. Тим не менш, за підсумками сезону 2003 «Локомотив» втратив місце у Вищій лізі.
У 2004 році Юревич працював головним тренером і спортивним директором запорізького «Металурга». У 2005 році повернувся в «Локомотив», який знову отримав місце у Вищій лізі. Влітку 2006 року залишив посаду головного тренера і сконцентрувався на адміністраторської роботі на посаді спортивного директора.

### «Гомель»
У січні 2007 року став головним тренером «Гомеля». Завдяки Юревичу у складі «Гомеля» з'явився бразилець Ренан Брессан, який надалі став виступати за збірну Білорусі. В сезоні 2007 Юревич привів «Гомель» до срібних медалей, але в сезоні 2008 року клуб виступав не так добре і в серпні 2008 року Юревич був звільнений з поста головного тренера.

### У Казахстані
З 2010 року став працювати в Казахстані. Спочатку очолював клуби «Акжайик» і «Ордабаси», а в грудні 2011 року був призначений спортивним директором Федерації футболу Казахстану. На цій посаді працював до кінця 2013 року.
У грудні 2013 року перейшов на роботу в клуб «Атирау». Спочатку планувалося, що Юревич буде асистентом головного тренера Володимира Бєлявського, але пізніше саме Юревич був призначений головним тренером. У липні 2014 року за станом здоров'я залишив посаду головного тренера.
У січні 2017 року увійшов у тренерський штаб мінської «Зірки-БГУ» як асистент Володимира Бєлявського.

## Тренерські досягнення
- Переможець Першої ліги чемпіонату Білорусі: 1994/1995
- Срібний призер чемпіонату Білорусі (2): 1995, 2007
- Володар Кубка Білорусі: 1995/1996
- Переможець чемпіонату Білорусі: 1996